# Problema das três casas
O chamado problema das três casas, conhecido também como água, gás e eletricidade ou problema das três utilidades, é um quebra-cabeça matemático clássico, que pode ser declarado como segue:
Suponha que haja três casas em um plano (ou superfície de uma esfera) e cada uma precisa ser ligada às empresas de gás, água e eletricidade. O uso de uma terceira dimensão ou o envio de qualquer uma das conexões através de outra empresa ou casa não é permitido. Existe uma maneira de fazer todos os nove ligações sem qualquer uma das linhas que se cruzam?
O problema é um quebra-cabeça matemático abstrato que impõe restrições que não existiriam em uma situação prática de engenharia.

## História
Henry Dudeney afirma que o problema é "tão antigo quanto as colinas... muito mais velho do que iluminação elétrica, ou mesmo gás"; uma revisão da história do problema é dada por Kullman que afirma que a maioria das referências publicadas para o problema  o caracterizam como "muito antigo".

## Solução

O gráfico de utilidade, também conhecido como o gráfico de Thomsen ou K_{3,3}

A resposta para o enigma estrito colocado acima é não; É impossível ligar as três casas com as três diferentes utilidades sem pelo menos uma das ligações cruzarem com as outras. Perguntas mais generalizadas podem ter respostas diferentes.